# Leucauge macrochoera
Leucauge macrochoera är en spindelart som först beskrevs av Tord Tamerlan Teodor Thorell 1895.  Leucauge macrochoera ingår i släktet Leucauge och familjen käkspindlar. Utöver nominatformen finns också underarten L. m. tenasserimensis.